# Die Vampirschwestern 2 – Fledermäuse im Bauch
Die Vampirschwestern 2 – Fledermäuse im Bauch ist ein deutscher Kinderfilm des Regisseurs Wolfgang Groos aus dem Jahr 2014. Die Fantasy-Komödie basiert auf der gleichnamigen Romanreihe Die Vampirschwestern von Franziska Gehm. Der Film ist die Fortsetzung zu Die Vampirschwestern aus dem Jahr 2012, bei dem auch Wolfgang Groos die Regie geführt hat.

## Handlung
Die Sommerferien stehen vor der Tür. Alle freuen sich auf den gemeinsamen Zeltausflug. Dakaria möchte außerdem unbedingt auf das Konzert der Vampir-Rock-Band Krypton Krax, doch die Eltern untersagen es ihr. Denn Xantor, ihr neuer Manager, ist ein alter Feind der Familie. Wie Mihai hatte er damals Interesse an der Menschenfrau Elvira, jedoch wollte er sie sich untertan machen, was Mihai in letzter Sekunde verhindern konnte. Die Schwestern fliegen heimlich dennoch auf das Konzert. Dakaria gelingt es nicht nur, auf die Bühne zu kommen, sie geht auch backstage und verliebt sich prompt in deren Lead-Sänger und Texteschreiber Murdo. Davon bekommt Xantor Wind und plant eine Racheaktion.
Währenddessen lernt der tollpatschige Vampirjäger Dirk van Kombast die Krankenschwester Ursula kennen, die ihn jedoch nur geringfügig von seiner Mission abbringen kann. Bei seinen Versuchen, die Tepes zu entlarven, verletzt er sich ständig und stößt hohe Schreie aus, die die Vampire erschrecken. Derweil laufen die Vorbereitungen zum Zeltausflug auf Hochtouren, doch Dakaria hat nur noch Augen für Murdo. Die beiden verabreden sich. Bei dem Rendezvous macht er Dakaria das Angebot, diese mit auf Tour zu nehmen. Sie sei seine Muse und er wolle sie immer um sich haben. Dakaria nimmt das Angebot an.
Auch ihre Menschenfreundin Helene ist hellauf begeistert und will mitreisen. Am Tag der Abreise erhält Dakaria eine Nachricht von Murdo, dass sie sich eine halbe Stunde früher treffen. Doch es handelt sich um eine Falle von Xantor, der sie und Helene gefangen nimmt. Als Silvania Wind davon bekommt, versucht sie ihre Schwester und ihre Freundin zu befreien, doch landet auch sie in den Klauen von Xantor. Er will die drei verwandeln und zu seinen Dienern machen. Ludo ist ihnen jedoch gefolgt und versucht alles, um seine Freundinnen zu befreien. Ebenso wie Murdo, der gegen seinen Manager kämpft. Als Dirk van Kombast ebenfalls die Szenerie betritt, fällt er rückwärts in eine Harke. Sein hoher Schmerzensschrei hat genau die richtige hohe Tonhöhe, die alle männlichen Vampire verjagt.
Die drei Mädchen und ihre Freunde gehen zum Zelten und am Abend treffen sich alle zu einer Grillparty. Auch Murdo kommt und freundet sich mit dem Vater der Schwestern an. Dirk van Kombast genießt derweil sein Glück mit Ursula, nicht ahnend, dass diese ebenfalls ein Vampir ist.

## Hintergrund
Der Film hatte seine Kinopremiere am 16. Oktober 2014. Eine Veröffentlichung auf DVD und Blu-ray fand am 16. April 2015 statt.
Die Szenen im alten Bahnhof wurden in einer Halle des Bw Köln-Nippes gedreht.

## Kritiken
Wie schon der erste Teil wurde der Film überwiegend positiv besprochen, wobei jedoch ein gewisser Abnutzungseffekt vorliege, da der Reiz des Neuen verlorenen gegangen sein. So schreibt das Kinomagazin Cinema:

„Wolfgang Groos, der auch schon den ersten Teil gedreht hat, verknüpft die Gefühlswelt pubertierender Mädchen mit skurrilem Humor und (nicht allzu) gruseligem Gänsehaut-Feeling zu einem aufregenden Kinoabenteuer, bei dem nicht nur Liebhaber von Blutspinnenauflauf und eingelegten Schweineborsten auf ihre Kosten kommen. Fazit: Romantisches Kino für junge Teenager.“

„Dem zweiten Kinoauftritt der Vampirschwestern fehlt naturgemäß ein wenig der Reiz des Neuen, aber dafür überzeugt er mit größerer Leichtigkeit und bietet gefällige zielgruppengerechte Unterhaltung.“

## Fortsetzung
Nachdem der erste Teil der Filmreihe 900.000 Kinobesucher hatte, waren es bei Die Vampirschwestern 2 rund 600.000. Dennoch wurde eine Fortsetzung gedreht. Die Vampirschwestern 3 – Reise nach Transsilvanien kam am 8. Dezember 2016 in die Kinos.